# Epidelia damia
Epidelia damia är en fjärilsart som beskrevs av Druce 1881. Epidelia damia ingår i släktet Epidelia och familjen mott. Inga underarter finns listade i Catalogue of Life.